# The Soul Messengers
The Soul Messengers war eine israelisch-amerikanische Soul-, Funk- und Rhythm-&-Blues-Band der 1970er-Jahre. 
Die afroamerikanische Formation The Soul Messengers entstand aus der amerikanischen Back-to-Africa Bewegung der 1960er-Jahre. Im Kern bestand die Band aus Charles „Hezekiah“ Blackwell (Bass), Thomas „Yehudah“ Whitfield (Gitarre) und John „Shevat“ Boyd (Gesang), die aus Chicago stammten und dort für lokale Soul-Labels wie Mar-V-Lus, Toddlin' Town, One-Der-Ful und M-Pac gearbeitet hatten. Die Musiker spielten zunächst in Monrovia, tourten dann durch Afrika und Europa, bevor sie ab 1967 in Israel und ab den frühen 1970er-Jahren in der Gemeinde der African Hebrew Israelites of Jerusalem in Dimona lebten und diese mit ihrer Musik unterstützten.
Die Musik der Band war eine Mischung aus Straight-ahead und psychedelischem Soul, Rasta-Beats, Fusion, Funk und Gospel; die Songinhalte befassten sich meist mit spirituellen Themen. Der Titel „Go to Proclaim“ war eine Hommage an Willie Mitchell und Al Green, mit hebräischen Leadgesang; „Our Lord and Savior“ ist eine Disco-Funk-Version von Steams „Na-Na-Hey-Hey (Kiss Him Goodbye)“. Die Formation legte zwei Alben vor, The Soul Messengers auf Columbia Records (1975) und We Try (Kingdom Production, 1976); ferner erschienen mehrere Singles („99-1/2“) und Titel wie „Dimona“, „Hoshienu Adonenu“ und „Wouldn't It Be a Shame“ auf Kompilationen wie Soulico – Archeology: A Deep Dig Into Israeli Grooves und The Music City Sessions Vol. I: Richmond Experience (1974). Die Originalaufnahmen (einschließlich mehrerer Titel, auf denen die Messengers-Musiker als Begleitband anderer Formationen spielten) wurden 2008 auf der Kompilation-CD Soul Messages from Dimona wiederveröffentlicht.